# باتری (فیلم ۲۰۰۷)
باتری (انگلیسی: The Battery) فیلمی به کارگردانی یوجیرو تاکیتا است که در سال ۲۰۰۷ منتشر شد. از بازیگران آن می‌توان به تاتسو یامادا، یوکی آمامی و ماساتو هاگی وارا اشاره کرد.